# Monbéqui
Monbéqui är en kommun i departementet Tarn-et-Garonne i regionen Occitanien i södra Frankrike. Kommunen ligger i kantonen Grisolles som tillhör arrondissementet Montauban. År 2022 hade Monbéqui 656 invånare.

## Befolkningsutveckling
Antalet invånare i kommunen Monbéqui
| Referens: INSEE |

## Monument

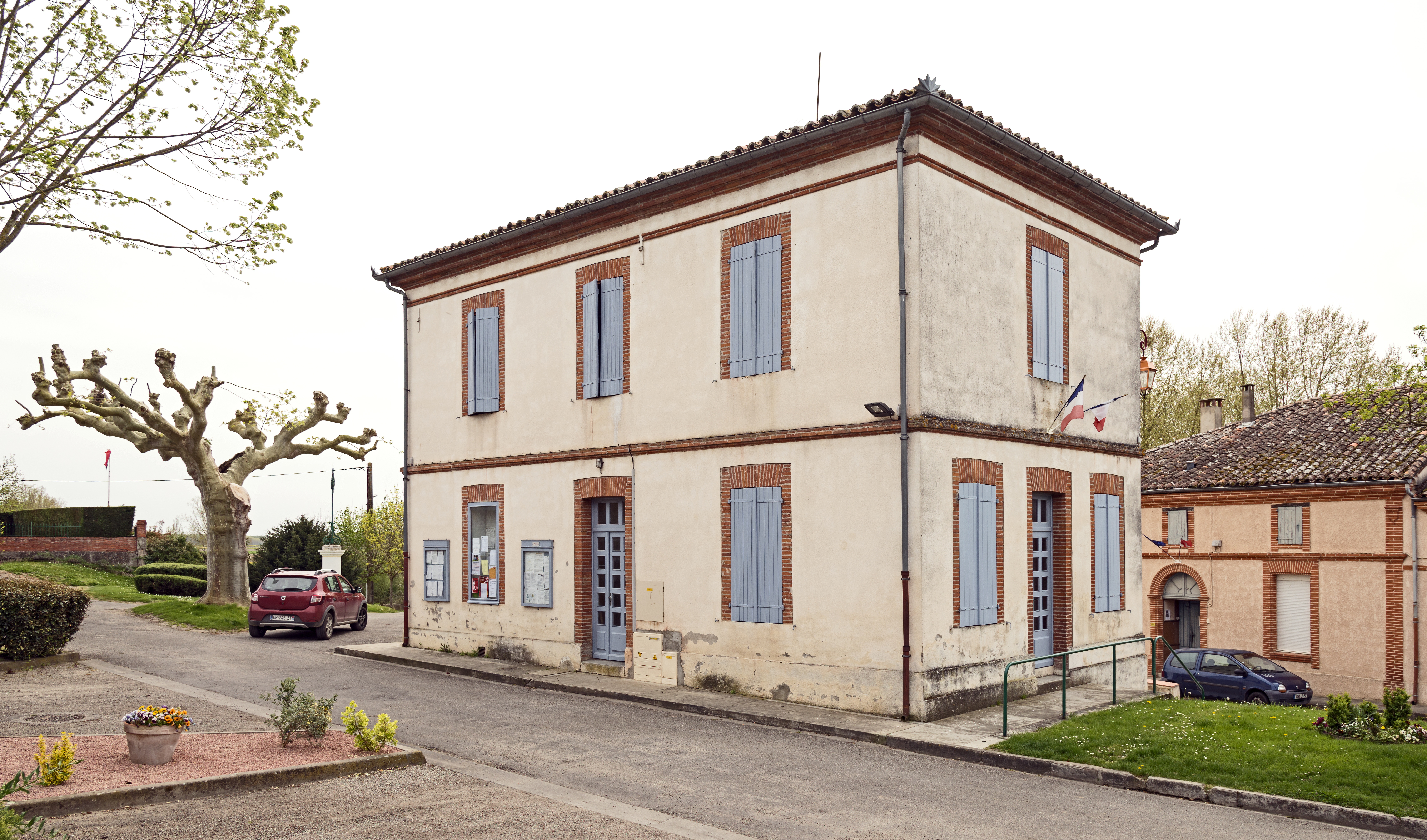
rådhuset
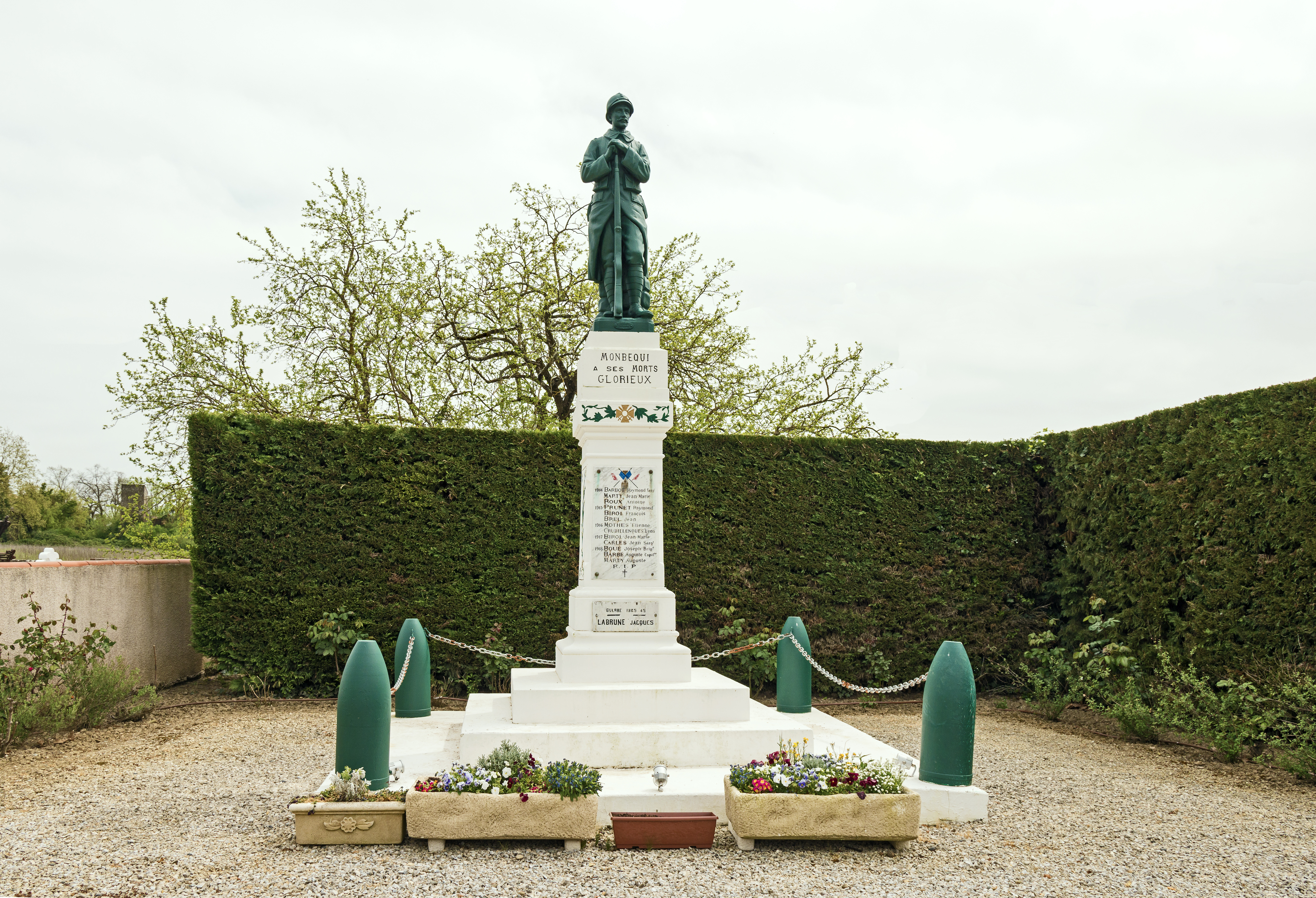
War Memorial
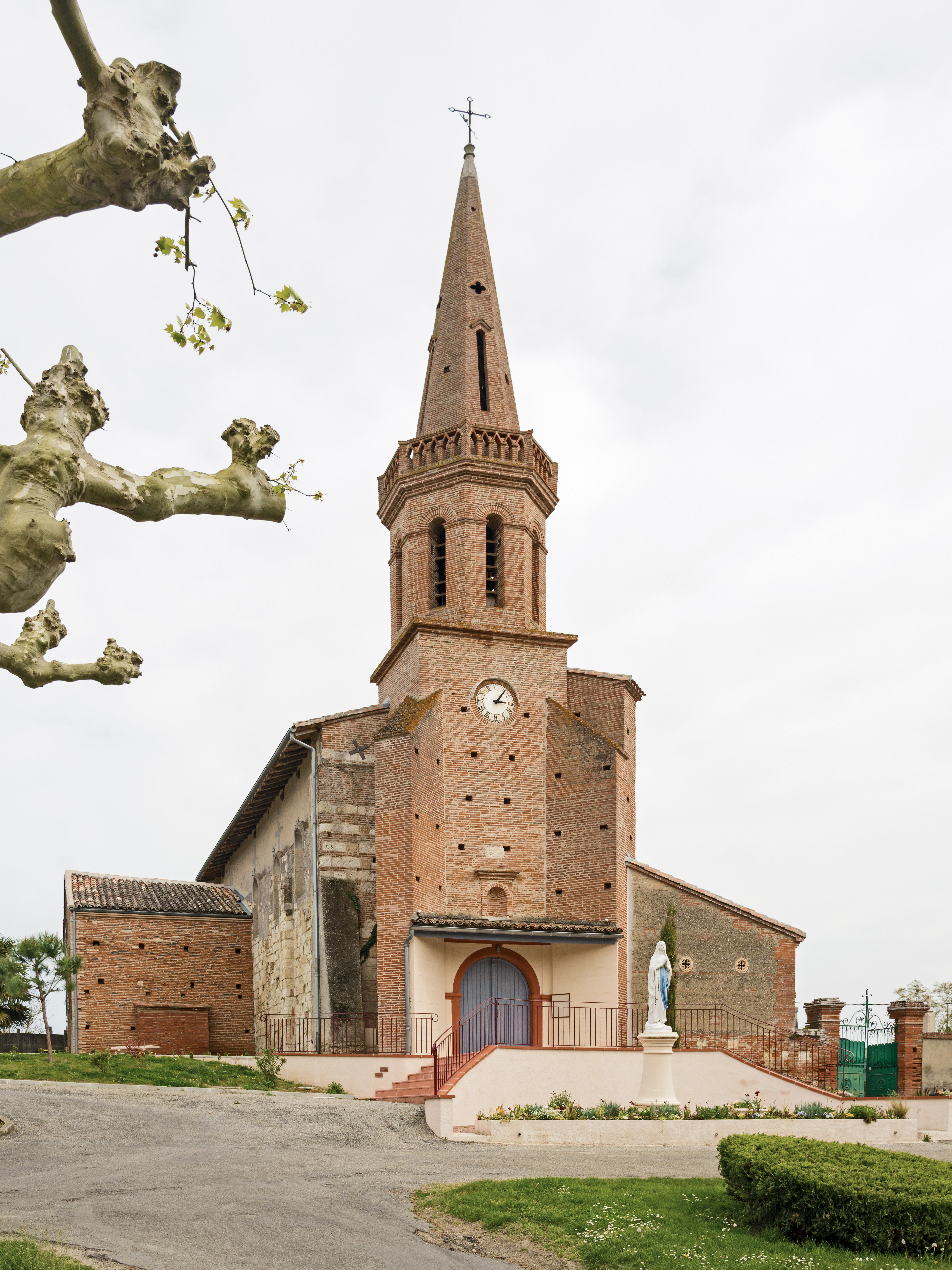
kyrkan